# 国民革命军第一一五军
国民革命军第一百一十五军，是淮海战役中组建的一支部队。

## 历史
1948年12月初淮海战役中，以第四十军第39师和第五十九军残部编成第一百一十五军，隶属李弥第13兵团。
- 军长司元恺
- 副军长刘顺佳
- 第39师：守备新乡、安阳，1948年11月初奉命由安阳飞赴徐州参战。师长韩肇琏。战后解放军评价：对守备较有经验与信心；兵员亦较充实，每连有4个排，十至二十挺轻机枪，每班有枪弹筒一个；作战较为沉着；守备中发觉我接近其阵地时，即潜伏在阵地内投掷排子手榴弹，杀伤我突击部队；守备中发觉我接近其阵地时，即潜伏在阵地内投掷排子手榴弹，杀伤我突击部队；当阵地为我突破，连续反扑又未成功时，便迅速撤退，不易捕捉；这次我数次攻击没有将其退路完全截断，几次被敌逃掉。[3]
- 第180师，师长陈芳芝（原任第五十九军第180师第539团团长）

1949年1月7日在河南省永城县东北的青龙集包围圈中，华东野战军突击集团向纵深攻击，该军掩护第13兵团其余各军突围被全歼，军长司元恺、副军长刘顺佳、第180师师长陈芳芝等被俘。